# Tehuankea moyanoi
Genre
Espèce
Tehuankea moyanoi, unique représentant du genre Tehuankea, est une espèce de scorpions de la famille des Bothriuridae.

## Distribution
Cette espèce est endémique du Chili. Elle se rencontre dans les régions du Biobío et d'Araucanie dans la cordillère de Nahuelbuta.

## Description
Le mâle holotype mesure 51,30 mm

## Étymologie
Cette espèce est nommée en l'honneur d'Hugo Iván Moyano González.

## Publication originale
- Cekalovic, 1973 : Tehuankea moyanoi n. gen. y n. sp. de escorpion chileno (Scorpiones – Bothriuruidae). Boletin de la Sociedad Biologica de Concepcion, vol. 46, p. 41-51 (texte intégral).